# Touquin
Touquin är en kommun i departementet Seine-et-Marne i regionen Île-de-France i norra Frankrike. Kommunen ligger i kantonen Rozay-en-Brie som tillhör arrondissementet Provins. År 2022 hade Touquin 1 228 invånare.

## Befolkningsutveckling
Antalet invånare i kommunen Touquin
| Referens: INSEE |